# Франк, Луи (музыкант)
Луи Альфред Франк (фр. Louis Alfred Franck, 28 декабря 1971, Цюрих) — бельгийский музыкант и композитор, лидер и вокалист украинской группы Esthetic Education. Также режиссёр, фотограф, актёр и сценарист. Автор проекта ATLANTIDA.

## Биография
Отец Эрик Франк — торговец произведениями искусств, в настоящее время специализирующийся на художественной фотографии, мать Инесс Франк раньше занималась PR в аукционе Sotheby’s.
Является гражданином Бельгии и Швейцарии. Учился актёрскому мастерству в московском МХАТе. Учителями Луи были Олег Табаков, Алла Покровская и Роман Козак. Олег Табаков назвал Франка «Чёрным Лебедем», когда увидел Луи в роли Короля Чарльза VII в постановке Anouilh’s L’Alouette.
Учился режиссуре Питтсбургском Carnegie Mellon.
Приехав в 1995 году в Россию впервые, во МХАТе познакомился с Диной Корзун (главная роль в фильме «Страна глухих»). Актриса на тот момент была замужем и имела маленького сына Тимура. Луи уехал в Канаду, работал копирайтером в рекламном агентстве Cossette, где сочинял рекламу для радио, ТВ и печатной продукции для таких клиентов, как GeneralMotors, McDonalds, Coca-Cola, BellCanada, Museum of Montreal и других.
Три года в Монреале Луи играет в театре, а также сам ставит спектакли. Создав там с друзьями труппу «Ensemble Sauvage Public», пишет и музыку к их пьесам. Затем в 1998 году Луи едет в Россию встречать Новый год. Они с Диной договариваются встретиться в Югославии, где Луи снимает короткометражный фильм «Картина».
Луи и Дина устраивают импровизированную свадьбу, где священником и одновременно свидетелем выступает югославский актёр и режиссёр Philip Gajic. Влюблённые клянутся друг другу в вечной любви на бессмертной пьесе «Ромео и Джульетта».

### 2000 год
В 2001 году происходит официальная свадьба Луи и Дины в Женеве (но они предпочитают считать настоящей первую свадьбу).
Луи переезжает к жене в Москву, где работает фэшн-фотографом для российской фешн компании Lollipop.
В 2002 году, во время гастролей украинской группы «Океан Эльзы», Луи снимает для них клип на песню «Друг» и близко знакомится с двумя участниками группы — Юрой Хусточкой и Димой Шуровым. Луи предлагает Диме и Юре поучаствовать в написании музыки к его художественному фильму «Марфа». В процессе репетиций они вместе создают 7 песен за 3 дня и, понимая что у них есть сильная музыкальная и личная связь, решают основать свою группу. Юрий и Дмитрий бросают группу «Океан Ельзи» на пике популярности.

### 2004 год
В 2004 году музыканты создают группу «Esthetic Education», которая считается «украинской с интернациональным составом». Хусточка играет на бас-гитаре, Шуров — на клавишах, а Франк становится вокалистом.
Основным местоположением группы считается Киев, и Луи снимает там квартиру, живя на три города: Киев-Лондон-Москва. В этом же году Луи снимает фильм «Марфа», где Франк выступает сценаристом и продюсером, а его жена Дина Корзун играет главную роль.
В декабре у группы «Esthetic Education» выходит дебютный альбом «Face Reading».
Через год после основания, Esthetic Education уже выступает на разогреве у Moby, после — вместе с My Chemical Romance, Placebo и Земфирой.
Группа регулярно выступала на Украине и в России, также отыграла программы на европейских фестивалях Exit, Ziget, Les Bars en Trans и других.
За время существования группы, Луи Франку удалось воспитать свою аудиторию интеллигентной продвинутой молодёжи. В группе вместе с Луи играли экс-участники самой популярной украинской рок-группы «Океан Ельзи»: Юрий Хусточка и Дмитрий Шуров, которые на пике популярности покинули коллектив «Океана» для создания нового проекта с Луи. Концертная деятельность и популярность группы быстро набирала обороты, EE стали ключевыми законодателями моды в контексте нового подхода к проведению шоу: группа заняла нишу первопроходцев и открыла многие новые форматы, прежде не представленные на Украине.
В 2007 году группа выступила на тогда неизвестной заброшенной локации «Зелёный театр» со своей театральной постановкой презентации альбома; сейчас это место — одно из популярнейших андеграундных локаций в Киеве.
В декабре 2007 EE представляют проект «Антенна» — первый масштабный киноконцерт на Украине, проведённый в «Мыстецьком Арсенале» — заброшенной галерее, которая впоследствии также стала центром культурных событий Киева. В рамках проекта, группа создала специальное музыкальное сопровождение к новаторскому немому фильму «Антенна» (Аргентина), состоящее из треков группы и специально написанных композиций. Музыкальная часть была посекундно синхронизирована с видеорядом и на концерте исполнялась с помощью специальных мониторов с тайм кодом.
Далее — ARTEFACT тур, технически сложный аудио-визуальный проект, где половину концерта музыканты исполняли находясь за экраном, на который проецировалось уникальное видео для каждого трека, совмещённое с живой трансляцией со сцены. На костюме Луи Франка был специальный датчик, реагирующий на его движения, таким образом визуальная часть на экране следовала за реальными действиями на сцене. В проекте принято участие более 20 художников из разных сфер визуального искусства. В виджеинге также использовались рисунки поклонников группы со всей страны, которые они принесли на концерт, отсканированные прямо перед шоу. Шоу ARTEFACT собрало в Киеве более 4 000 человек.
EE организовали свой фестиваль инди музыки Moloko Music Fest, где выступали Adam Green, Alina Orlova и другие. Также группа выпускала одноимённый журнал «Молоко», культовое молодёжное музыкальное издание, и вела собственное радио-шоу Esthetic Club на станции Radio One.
В 2011 году группа прекратила свою деятельность на неопределённый срок. Последним концертом стало выступление с программой «Антенна» на Одесском Международном Кинофестивале.

### 2013 год
В 2013 году Луи Франк возвращается с новым проектом — ATLANTIDA.
ATLANTIDA — художественное явление, совместившее в себе не только музыку, но и кино, литературу, театр и другие арт-направления. Идея явления ATLANTIDA — найти лучшее пространство, открыть новый мир внутри себя и доказать — хорошо там, где мы есть.
Первая часть ATLANTIDA — русскоязычный музыкальный альбом — оммаж эстетике ностальгии по советской эпохе. Работая над альбомом, Луи вдохновлялся музыкой советских времён — от Александра Вертинского до Аллы Пугачёвой, от Анны Герман до группы Кино и Жанны Агузаровой.
Вторая часть альбома будет более современной и электронной по звучанию.
ATLANTIDA — это первый постсоветский альбом, записанный иностранным исполнителем на русском языке. Он вобрал в себя различные музыкальные декады: от советских музыкальных стилей (начиная с 1940-х годов) до сверхсовременной электроники.
Премьера первого сингла проекта ATLANTIDA — «Сиреневые сны» — состоялась в феврале 2013 года. Ремикс на песню музыкант презентовал в марте, на вечеринке открытия Международной недели моды Mercedes Benz Kiev Fashion Days, где Луи выступил в качестве DJ. Далее были презентованы ещё два сингла — «Перекрёстки» и «Всё можно».
12 сентября 2013 года на главной сцене фестиваля Jazz Koktebel в Крыму состоялся первый концерт группы. Концерт посетили более полутора тысяч человек. На концерте музыканты вживую представили зрителям синглы «Сиреневые сны», «Перекрёстки», «Море» и другие песни на русском и английском языках.
Помимо Луи Франка, на Фестивале выступили звёзды мировой джаз-сцены: мультиинструменталист и композитор — Патрик Вулф, Нильс Петтер Молвер, Эрик Трюффаз и британский электронщик Саймон Грин, известный как Bonobo.
17 сентября 2013 года в Киевском планетарии состоялся закрытый концерт-презентация группы. Луи Франк решил провести презентацию проекта ещё до выхода первого альбома: цель концерта в Планетарии — показать первым слушателям — украинским и российским музыкальным профессионалам и прессе, куда движется «Atlantida».
18 октября 2013 года в Киевской Малой опере состоялся первый концерт группы «Атлантида».

## Фильмография
- 2000 — «Kartina» (короткометражка)
- 2004 — «Марфа»
- 2015 — «Под электрическими облаками»

## Дискография

### Студийные альбомы
- 2004 — Face Reading
- 2005 — Leave Us Alone/Machine (макси-сингл)
- 2006 — Live At Ring
- 2007 — Werewolf
- 2008 — Bascet Case
- 2013 — Atlantida
- 2014 — Twockers